# Геология Армении
Геология Армении — геологическое строение, изученность, полезные ископаемые и региональные геологические особенности на территории Республики Армения.
С точки зрения геологической структуры, Армения составляет часть большого сводчатого сгиба Закавказья и Среднеараксийской межгорной низменности. Эти две геологические структурные единицы входят в состав Кавказ-Анатоль-Иранского сегмента Средиземноморского складчатого пояса. Исходя из времени основания геологических структурных единиц и возраста окончания складкообразования, на территории Армении выделяются: Сомхето-Капанский комплекс, Базум-Зангезурский и Приараксийский пояса.

## Геологические единицы

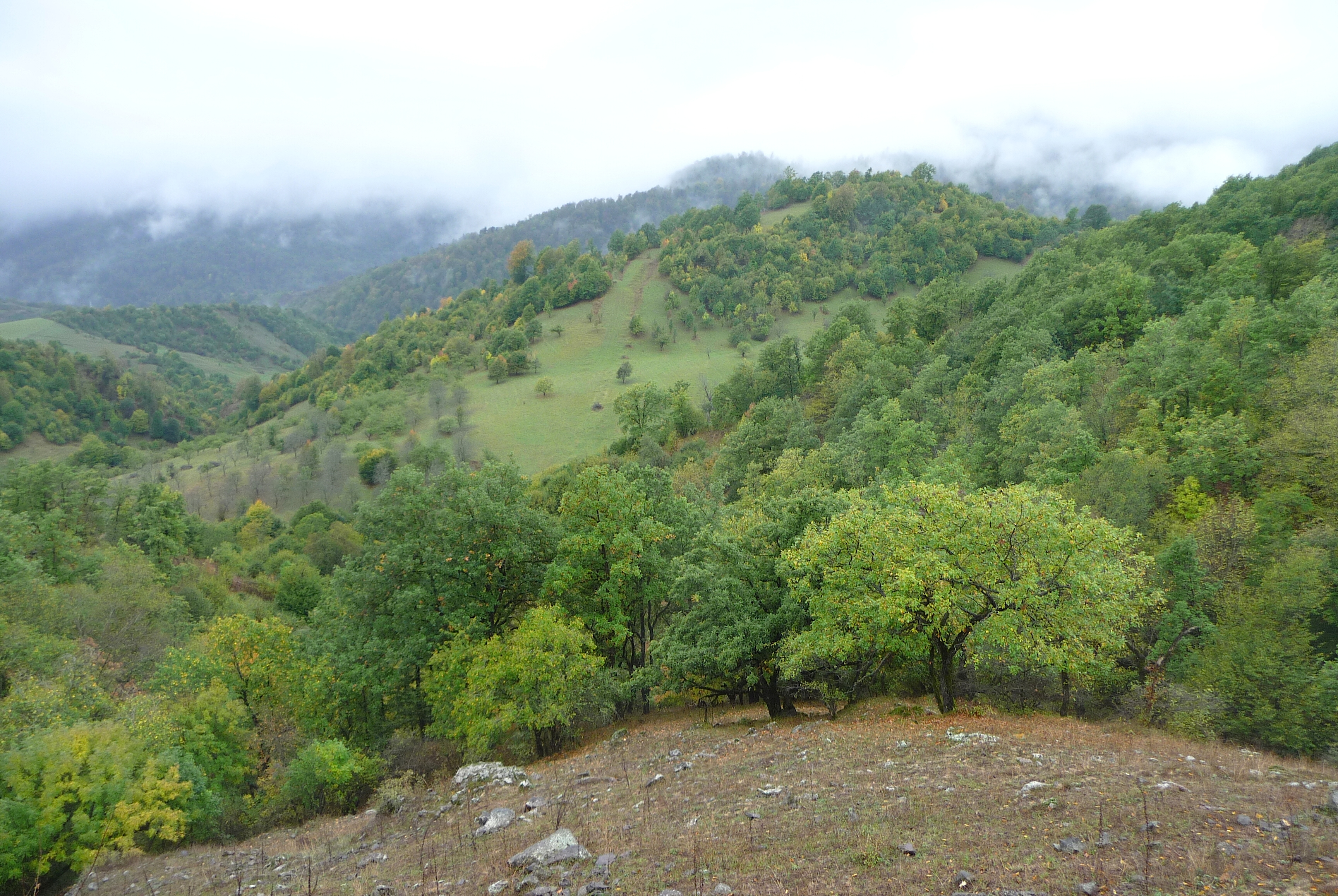
Дилижан — расположен в месте распространения Лорийского подпояса Сомхето-Капанского комплекса

### Сомхето-Капанский комплекс
Сомхето-Капанский комплекс, являющийся геосинклиналью, сформирован в альпийскую эпоху. В структуре этого комплекса участвуют вулканические, вулкано-осадочные и материковые карбонатные породы. Комплекс делится на Капанский сегмент и Сомхето-Карабахский многоарочный пояс. В составе последнего выделяются Алаверди-Шамшадинский, Ноемберянский и Лорийский подпояса, которые различаются по своему возрасту, строению и составу пород.
- Алаверди-Шамшадинский подпояс состоит в основном из вулкано-осадочных образований юрского и нижне-мелового периода, изрезанных интрузивными породами, имеющими кислый состав. В составе подпояса выделяются: многоарочные сгибы (антиклинориумы) Алаверди и Шамшадина, и Иджеванский поливпадинный сгиб (синклинориум).
- Ноемберянский подпояс состоит из карбонатных и материково-карбонатных пород, крайне негармонично сидящих на ниже расположенных породах и создающих вторичную складчатую структуру.
- В Лорийском подпоясе сосредоточены породы вулканического и осадочного происхождения, которые слабо смещены.

### Базум-Зангезурский комплекс
В послойном разрезе Базум-Зангезурского интенсивно складчатого пояса участвуют материковые, вулкано-осадочные и карбонатные породы мелового периода. В нём выделяются: Севан-Амасийский офиолитный и Цахкуняц-Зангезурский многоарочный сгибовый пояса.
- Севан-Амасийский подпояс представлен широким распространением пород офиолитного строения и интенсивной складчатостью. В нём выделяются: Амасийский, Базумский и Севанский хорст-многоарочный сгибы, которые состоят из осадков мела и отделяющих их многоарочных сгибов, наполненных горными породами палеогена.
- Цахкуняц-Зангезурский многоарочный сгибовый подпояс характеризуется крайне негармоничным расположением палеозойских и палеогенных вулканических и осадочных пород и широким распространением неогенных молассов, материковыми и вулканическими породами четвертичного периода.

### Приараксийский слабоскладчатый пояс
Приараксийский слабоскладчатый пояс делится два подпояса: Ереван-Ордубадский и орогенных впадин.
- Ереван-Ордубадский подпояс расположен южнее Базум-Зангезурского пояса; характеризуется меогеосинклинальным типом развития. В структуре этого подпояса участвуют породы материкового, карбонатного офиолитного и вулкано-осадочного строения, также вулканородные и земляные образования четвертичного периода. Указанный подпояс состоит из двух структурных единиц – Ереван-Ордубадской впадинной складки и Урц-Вайоц-Дзорской сводчатой складки. Ереван-Ордубадская впадинная складка состоит из Ереванского, Ведийского, Ехегнадзорского впадинных складок второго порядка, которые разделяются сводчатыми складками Ераноса, Советашена и Мартироса.
- Подпояс орогенных впадин состоит из ряда оврагообразных впадинных складок (Нахичевана, Арташата, Севан-Еревана, Ахуряна и др.), разделённых поднятыми сводчатыми складками (Паракар-Енгиджайский, Араратский, Армавирский и т.д.). Важную роль в тектонической структуре республики играют разрывные нарушения, в частности, глубинные разломы, которые контролируют границы поясов, осадочные формации и толщины, магнетизм и внутриродную минерализацию. Наличие самых крупных – Севан-Акерайского, Ширак-Зангезурского и Средне-Араксийского (Ереванского) разломов выявлено на основе геологических, геофизических и геохимических данных. На поверхности они проявляются породами офиолитных ассоциаций и зонами шириной в 5-10 км между разломами.

## Палеонтология

### Ископаемые растения
Ископаемая флора обнаружена: близ села Дзорахбюр, в 8 км к югу от села Зангакатун, возле заброшеного селения Джерманис, возле села Азатэк, возле села Агарак, в непосредственной близи от северо-восточной части Шамбского водохранилища.

### Ископаемые животные
Ископаемая фауна в Армении обнаружена: в 2 км к северу от Айраванка, в 15 км к юго-востоку от Веди, в бассейне реки Веди, в непосредственной близи от северо-восточной части Шамбского водохранилища.

## Сейсмичность
Сейсмичность Приараксинской области Малого Кавказа по 12-балльной шкале оценивается в 8 баллов, Прикуринской области — в 7 баллов. Очаги землетрясений часто совпадают с субмеридиональными глубинный разломами Транскавказского пояса и с дизъюнктивными швами межзонального типа.

## Гидрогеология
Запасы подземных вод Армении оцениваются в 4.017 млрд м³ и распределены неравномерно. Около 70% текут к Араратской равнине, водные ресурсы которой находятся на глубине от 40 до 300 м. В Армении подземные воды играют важнейшую роль в водном балансе. Примерно 96 % воды в Армении, используемой для питьевых нужд, образуется из подземных источников. Эта вода очень чистая и имеет высокие органолептические свойства. В год образуется около 3 млрд м³ подземных вод, из которых примерно 1,6 млрд м³ образуется в виде родников, 1,4 млрд м³ реализуется в реках и озёрах.
На территории Армении насчитывается порядка 8000 родников.

widths=
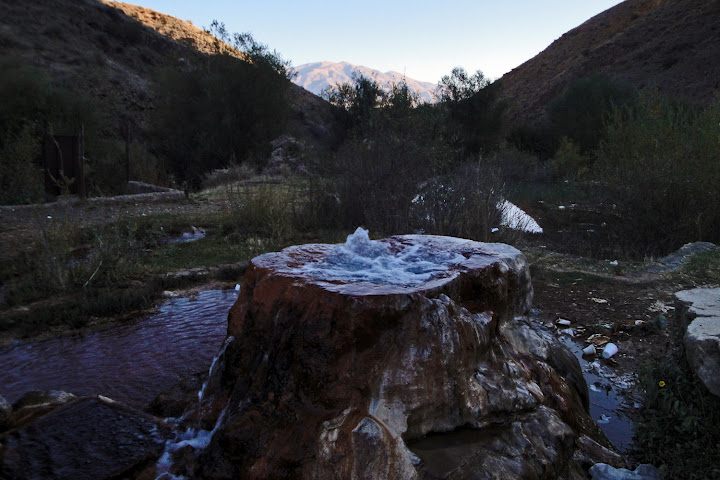
Минеральный источник Грав
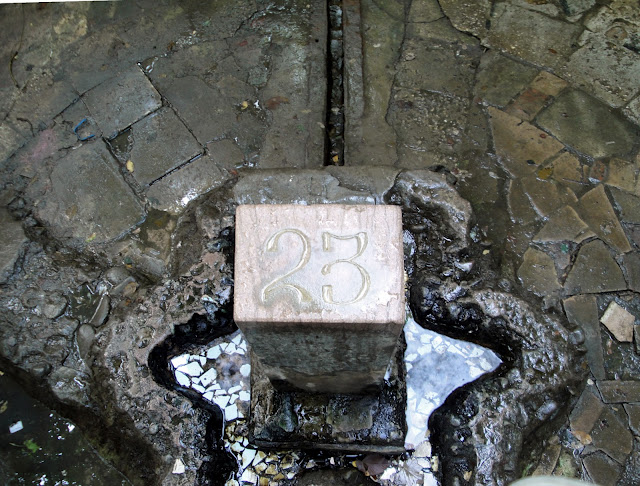
Минеральный источник в Арзни
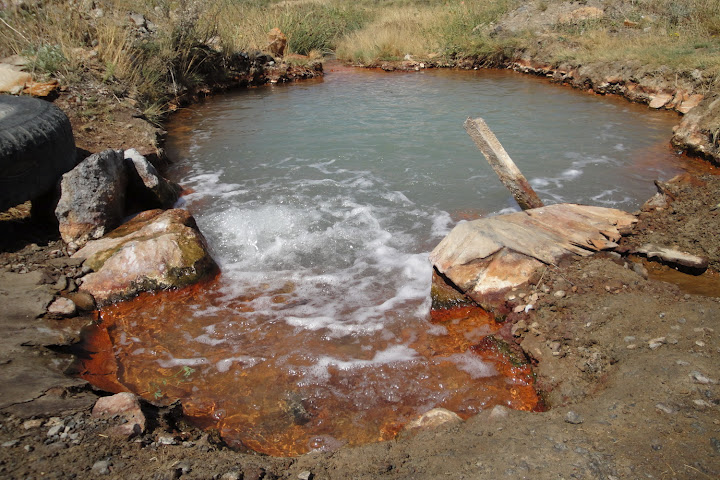
Минеральный источник в Карашамбе
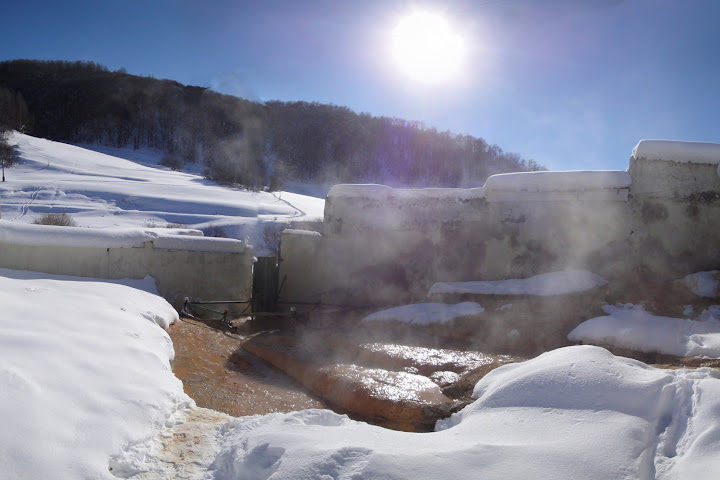
Термальный источник в Анкаване